# 科利亚索斯德沃埃多
科利亚索斯德沃埃多，是西班牙卡斯蒂利亚-莱昂帕伦西亚省的一个市镇。 总面积21平方公里，总人口152人（2001年），人口密度7人/平方公里。